# Azteekse kalender

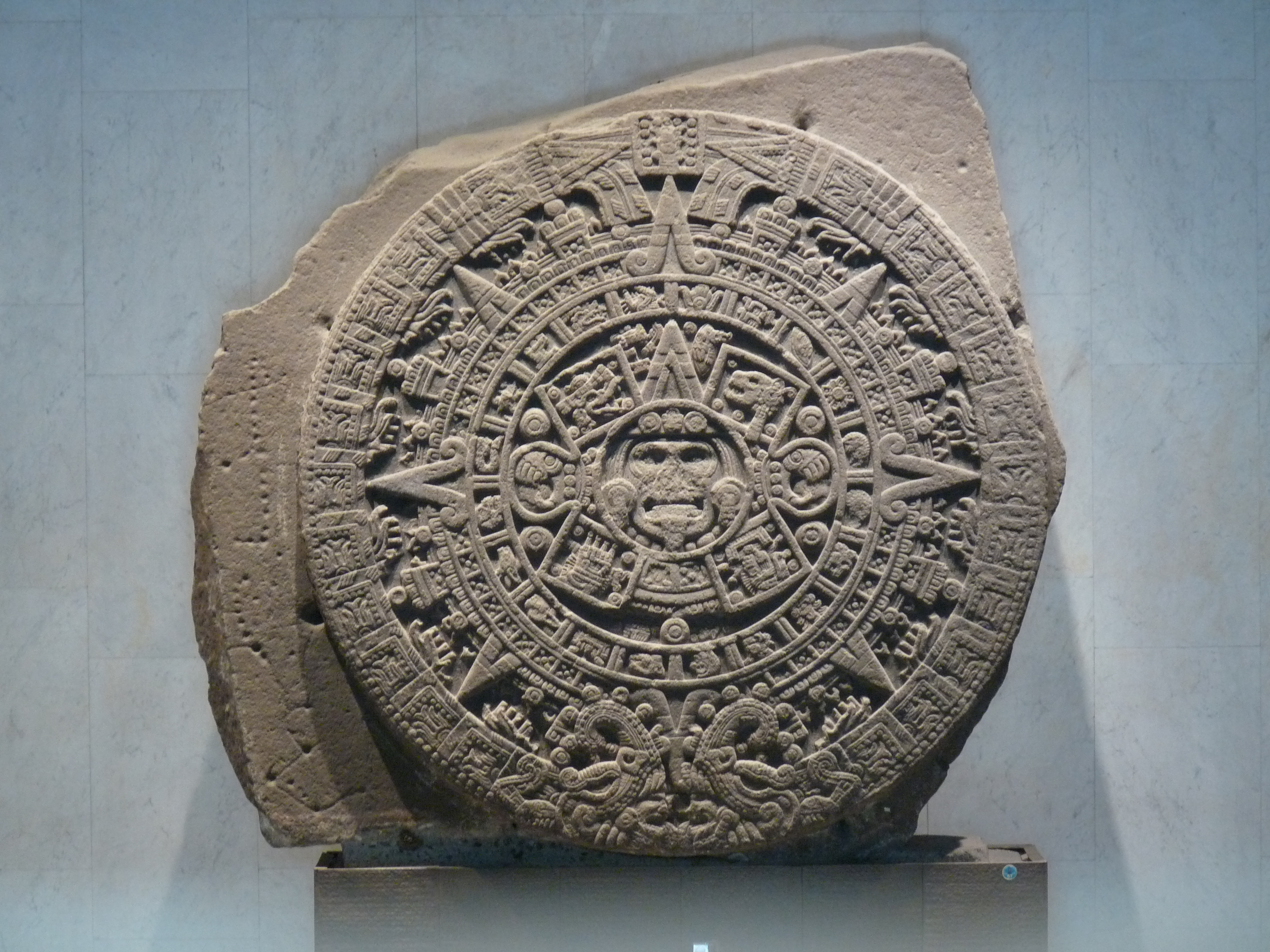
Kalendersteen Piedra del Sol

De Azteekse kalender is het kalendersysteem dat werd gebruikt door de Azteken alsook door andere precolumbiaanse bewoners van Centraal-Mexico. Het is een van de Meso-Amerikaanse kalenders, die de basisstructuur deelt met de kalenders uit het antieke Meso-Amerika.
De kalender bevat een 365-dagencyclus voor het jaar genaamd xiuhpohualli (jaartelling) en een 260-dagencyclus voor rituelen genaamd tonalpohualli (dagtelling). Deze twee cyclussen samen vormden een 52-jarige eeuw, soms ook wel een ronde kalender genoemd.
Het kalenderjaar begon met de eerste verschijning van Plejaden in het oosten vlak voor de dageraad.

## Tonalpohualli

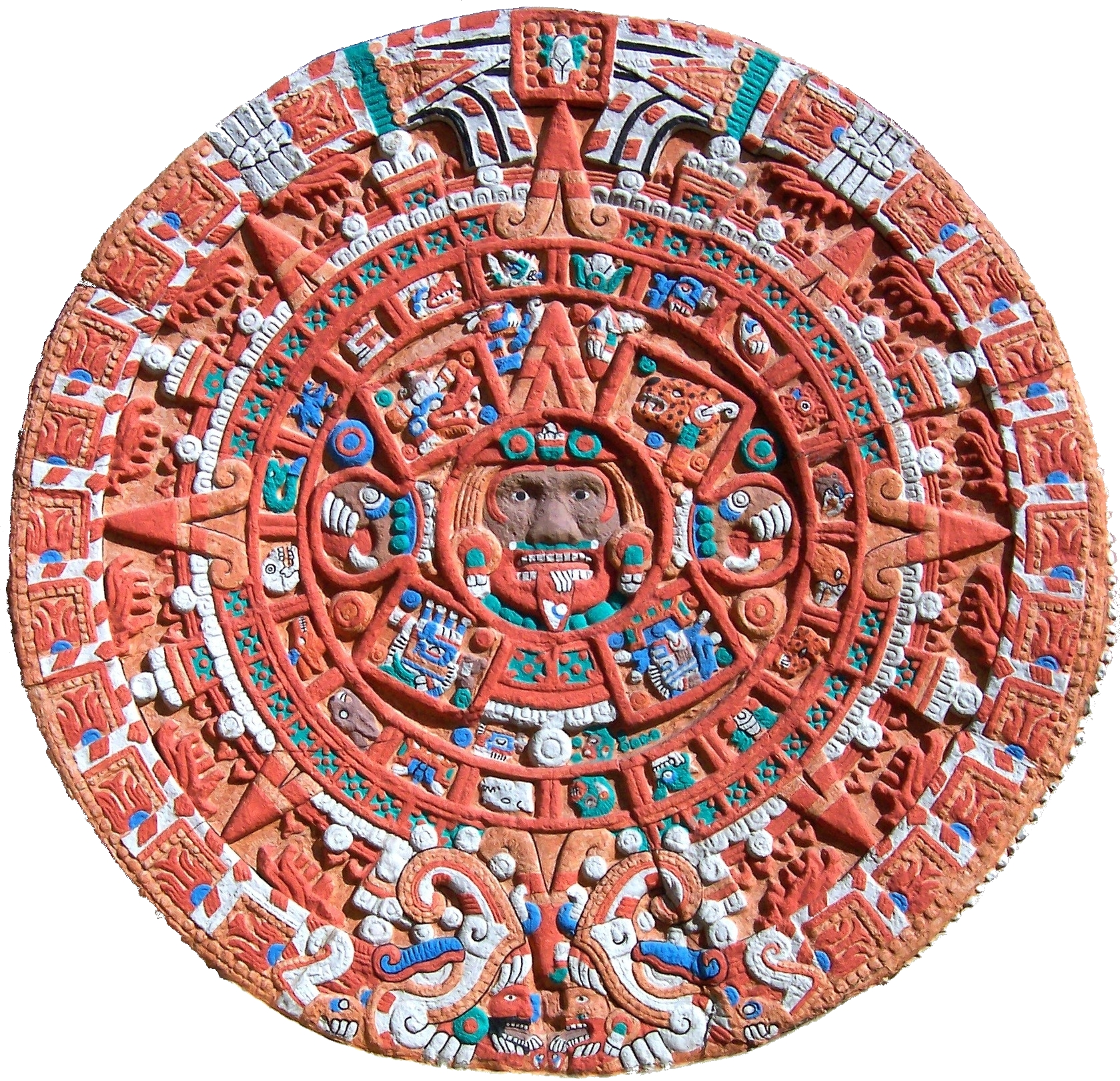
Tonalpohualli: Cuāuhxīcalli

Tonalpohualli  („dagtelling“) bestaat uit een cyclus van 260 dagen, elke dag die door een combinatie van een aantal nummers van één tot dertien, en een van de twintig dagentekens. Met elke nieuwe dag, zowel het aantal als het dagteken worden verhoogd: 1-Krokodil wordt gevolgd door 2-Wind, 3-Huis, 4-Hagedis enzovoort tot 13-Riet, waarna de cyclus van nummers opnieuw zou beginnen, beginnend met 1-Jaguar. De cyclus van twintig dagentekens, echter, zou tot 7-Bloem verdergaan, waarna het opnieuw zou beginnen met 8-Krokodil. Het zou volledige 260 dagen (13×20) voor de twee cycli van twintig dagentekens en dertien nummers duren om combinatie te hergroeperen en te herhalen vanaf 1-Krokodil.

### Dagsymbolen
De dagsymbolen gebruikt in centraal Mexico zijn gelijk aan die van de Mixteken, en in mindere mate aan die van andere Meso-Amerikaanse kalenders.
Elk van de dagsymbolen heeft ook een associatie met de vier windrichtingen.
Er is enig verschil in de manier waarop de symbolen werden getekend of gesneden. Deze werden gehaald uit de Codex Magliabechiano.
| Afbeelding | Nahuatl naam       | Uitspraak (IPA) | Nederlandse vertaling                   | Richting |
| ---------- | ------------------ | --------------- | --------------------------------------- | -------- |
|            | Cipactli           | [siˈpaktɬi]     | Krokodil Alligator Kaaiman Watermonster | Oost     |
|            | Ehecatl            | [eʔˈeːkatɬ]     | Wind                                    | Noord    |
|            | Calli              | [ˈkalli]        | Huis                                    | West     |
|            | Cuetzpalin         | [kʷetsˈpalin]   | Hagedis                                 | Zuid     |
|            | Coatl              | [ˈkoː(w)aːtɬ]   | Slang                                   | Oost     |
|            | Miquiztli          | [miˈkistɬi]     | Dood                                    | Noord    |
|            | Mazatl             | [ˈmasaːtɬ]      | Hert                                    | West     |
|            | Tochtli            | [ˈtoːtʃtɬi]     | Konijn                                  | Zuid     |
|            | Atl                | [aːtɬ]          | Water                                   | Oost     |
|            | Itzcuintli         | [itsˈkʷintɬi]   | Hond                                    | Noord    |
|            | Ozomatli Ozomahtli | [osoˈmaʔtɬi]    | Aap                                     | West     |

| Afbeelding | Nahuatl naam                | Uitspraak (IPA)  | Nederlandse vertaling | Richting |
| ---------- | --------------------------- | ---------------- | --------------------- | -------- |
|            | Malinalli                   | [maliːˈnalli]    | Gras                  | Zuid     |
|            | Acatl                       | [ˈaːkatɬ]        | Riet                  | Oost     |
|            | Ocelotl                     | [oˈseːloːtɬ]     | Jaguar                | Noord    |
|            | Quauhtli Cuauhtli           | [ˈkʷaːwtɬi]      | Arend                 | West     |
|            | Cozcaquauhtli Cozcacuauhtli | [koːsaˈkʷaːwtɬi] | Gier                  | Zuid     |
|            | Ollin Olin                  | [ˈoliːn]         | beweging Aardbeving   | Oost     |
|            | Tecpatl                     | [ˈtekpatɬ]       | Vuursteen Mes         | Noord    |
|            | Quiahuitl Quiyahuitl        | [kiˈ(j)awitɬ]    | Regen                 | West     |
|            | Xochitl                     | [ʃoːtʃitɬ]       | Bloem                 | Zuid     |

Wind en Regen worden vertegenwoordigd door afbeeldingen van hun goden, Ehecatl en Tlaloc.

### Trecena's
Een set van 13 genummerde dagen is bekend in het Spaans bij de term trecena (van trece "dertien"). Elk van de twintig trecenas in de 260 dagen cyclus werd geassocieerd met een bijzondere god:
| Trecena                 | God             |
| ----------------------- | --------------- |
| 1 Krokodil – 13 Riet    | Ometeotl        |
| 1 Jaguar – 13 Dood      | Quetzalcoatl    |
| 1 Hert – 13 Regen       | Tepeyollotl     |
| 1 Bloem – 13 Gras       | Huehuecoyotl    |
| 1 Hert – 13 Slang       | Chalchiuhtlicue |
| 1 Dood – 13 Vuursteen   | Tonatiuh        |
| 1 Regen – 13 Aap        | Tlaloc          |
| 1 Gras – 13 Hagedis     | Mayahuel        |
| 1 Slang – 13 Aardbeving | Xiuhtecuhtli    |
| 1 Vuursteen – 13 Hond   | Mictlantecuhtli |

| Trecena                 | God              |
| ----------------------- | ---------------- |
| 1 Aap – 13 Huis         | Patecatl         |
| 1 Hagedis – 13 Gier     | Itztlacoliuhqui  |
| 1 Aardbeving – 13 Water | Tlazolteotl      |
| 1 Hond – 13 Wind        | Xipe Totec       |
| 1 Huis – 13 Arend       | Itzpapalotl      |
| 1 Gier – 13 Konijn      | Xolotl           |
| 1 Water – 13 Krokodil   | Chalchiuhtotolin |
| 1 Wind – 13 Jaguar      | Chantico         |
| 1 Arend – 13 Hert       | Xochiquetzal     |
| 1 Konijn – 13 Bloem     | Xiuhtecuhtli     |

## Literatuur

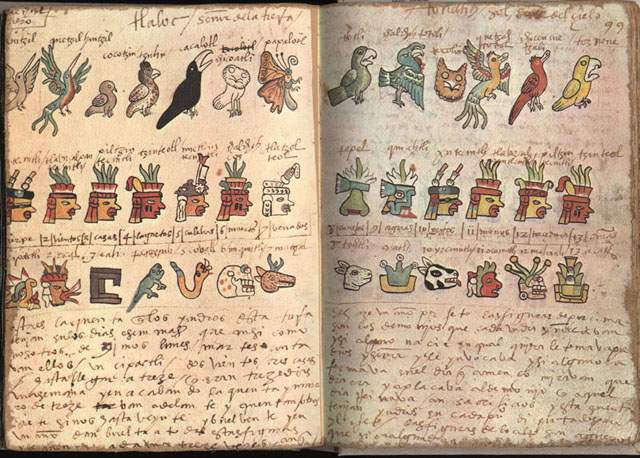
Folio 98 en 99 van de Codex Tudela (deze sectie staat in relatie met de Azteekse kalender), een 16e-eeuwse Azteekse codex